# Henrique Golland Trindade
Henrique Hector Golland Trindade OFM (* 27. Mai 1897 in Porto Alegre, Brasilien; † 6. November 1974 in Botucatu, Brasilien) war ein brasilianischer römisch-katholischer Ordensgeistlicher und von 1941 bis 1948 Bischof von Bonfim sowie von 1948 bis 1968 Bischof und erster Erzbischof des Erzbistums Botucatu.

## Leben
Geboren als Hector Trindade in Porto Alegre, trat er 1922 in Rio Grande do Sul in den Franziskanerorden ein. Er nahm den Ordensnamen Henrique Trindade an. Die Priesterweihe empfing er am 18. Dezember 1926 in Petrópolis durch Agostinho Francisco Benassi, den Erzbischof von Niterói. Nach der Priesterweihe war er als Priester, Lehrer und Herausgeber mehrerer Zeitschriften tätig.
Am 29. März 1941 ernannte ihn Papst Pius XII. zum Bischof von Bonfim. Zu diesem Zeitpunkt lebte Henrique Golland Trindade in einem Kloster in Ipanema, in der Nähe seiner Heimatstadt Porto Alegre. Die Bischofsweihe spendete ihm der Erzbischof von São Sebastião do Rio de Janeiro, Sebastião Kardinal Leme da Silveira Cintra am 8. Juni desselben Jahres. Mitkonsekratoren waren der Altbischof von Espírito Santo, Benedito Paulo Alves de Souza, und der Bischof von Campanha, Inocêncio Engelke. Am 15. August des Jahres fand die Amtseinführung im Bistum Bonfim statt. Er wählte den Wahlspruch Sursum Corda („Die Herzen in die Höhe“).
In der Diözese förderte er die Katholische Aktion und gab wichtige religiöse Impulse. Er holte die Maristen ins Bistum. Er reformierte die bischöfliche Residenz und ließ eine Kapelle für Franz von Assisi erbauen.
Am 15. Mai 1948 übertrug Papst Pius XII. ihm das Bistum Botucatu. Die Amtseinführung fand am 15. August des gleichen Jahres statt. Als Bischof ließ er das Priesterseminar erweitern und ein Exerzitienhaus in der Diözese einrichten. Ebenfalls veranlasste er den Bau mehrerer Kapellen. Er förderte die Ansiedlung des Klosters Hardehausen-Itatinga (1951) und gründete mit seiner Schwester Henrietta Trinity am 15. September 1952 den Orden der Dienerinnen des Herrn (Congregação das Irmãs Servas do Senhor).

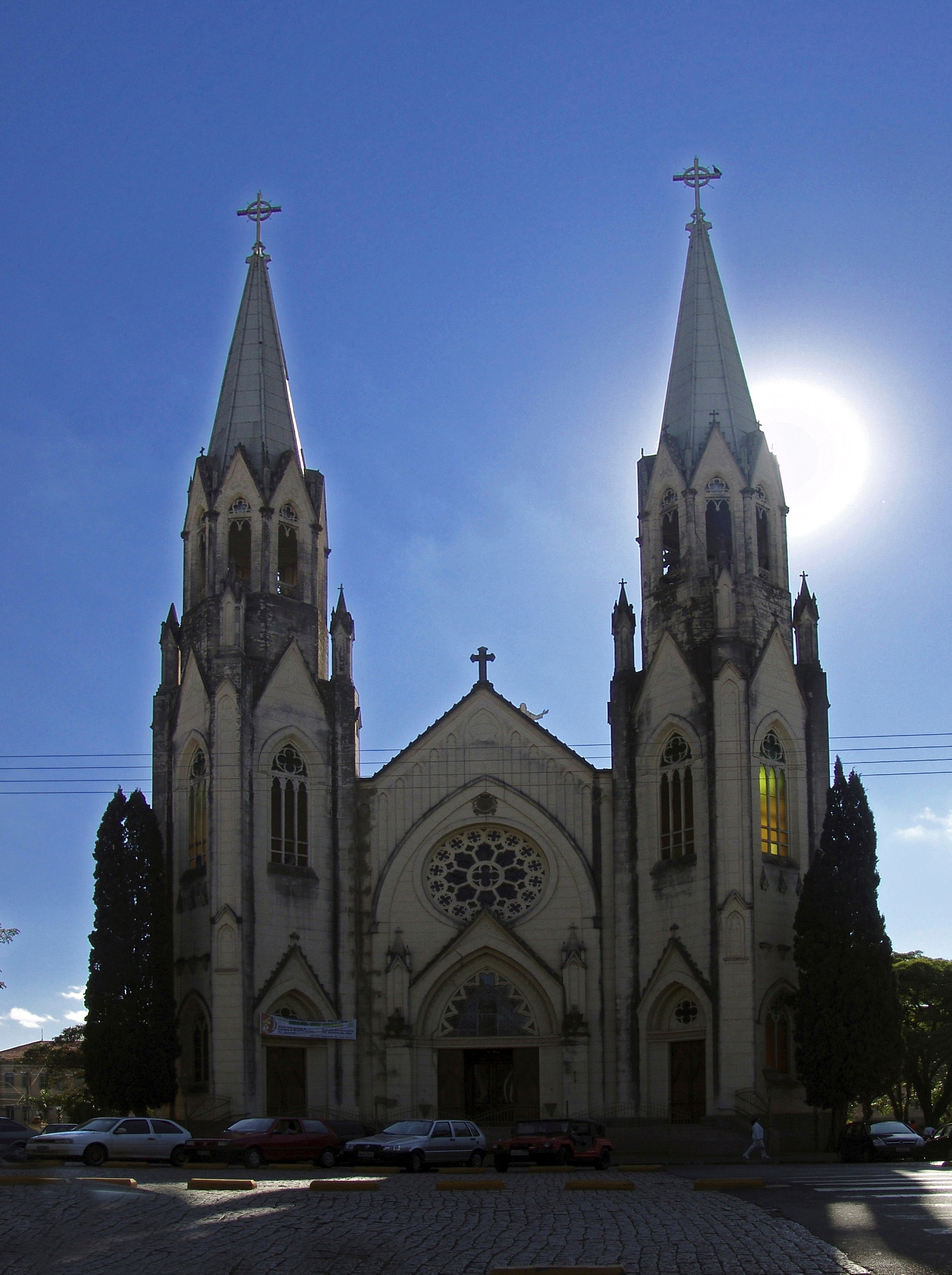
Die während der Zeit als Erzbischof erbaute Kathedrale von Botucatu

Am 19. April 1958 wurde die Diözese zum Erzbistum erhoben und Trindade zu dessen erstem Erzbischof ernannt. Als Erzbischof gründete er das Waisenhaus Heilige Familie (vila dos Meninos Sagrada Família) in Botucatu.
Henrique Golland Trindade nahm als Konzilsvater am Zweiten Vatikanischen Konzil teil und gehörte zu den Erstunterzeichnern der als Katakombenpakt bekanntgewordenen Selbstverpflichtung für einen bescheidenen Lebensstil und den Dienst an den Armen. Er förderte die 1964 abgeschlossene Erneuerung der Kathedrale St. Anna von Botucatu. Diese wurde 1965 nach dem päpstlichen Dekret durch den Apostolischen Nuntius, Erzbischof Sebastiano Baggio, zur Basilica minor erhoben.
Papst Paul VI. nahm am 27. März 1968 seinen Verzicht auf das Erzbistum Botucatu an und ernannte ihn zum Titularerzbischof von Lilybaeum. Wegen der geänderten Vergabepraxis des Heiligen Stuhls verzichtete er am 16. März 1971 auf den Titularsitz. Er starb am 6. Dezember 1974 in Botucatu. Er wurde in der Kathedrale von Botucatu bestattet.